# Philocentrus
Philocentrus is een geslacht van vliesvleugeligen uit de familie bronswespen (Chalcididae). De wetenschappelijke naam van dit geslacht is voor het eerst geldig gepubliceerd in 1959 door Steffan.

## Soorten
Het geslacht Philocentrus is monotypisch en omvat slechts de volgende soort:
- Philocentrus argenteolus Steffan, 1959